# Anthony Losilla
Anthony Losilla (Firminy, 10 de marzo de 1986) es un exfutbolista francés que jugaba como mediocampista. Su último equipo fue el VfL Bochum de Alemania, en el cual ejerce de entrenador asistente desde la temporada 2025-26.

## Clubes
| Club                      | País     | Año       |
| ------------------------- | -------- | --------- |
| A. S. Saint-Étienne "II"  | Francia  | 2004-2006 |
| A. S. Cannes              | Francia  | 2006-2008 |
| Paris F. C.               | Francia  | 2008-2010 |
| Stade Laval Mayenne F. C. | Francia  | 2010-2012 |
| Dinamo Dresde             | Alemania | 2012-2014 |
| VfL Bochum                | Alemania | 2014-2025 |